# Association des professeurs de philosophie de l'enseignement public
 (décembre 2016).
Si vous disposez d'ouvrages ou d'articles de référence ou si vous connaissez des sites web de qualité traitant du thème abordé ici, merci de compléter l'article en donnant les références utiles à sa vérifiabilité et en les liant à la section « Notes et références ».
L'Association des professeurs de philosophie de l'enseignement public (APPEP) est une association française, fondée par Louis-Marie Morfaux en 1947, qui rassemble des professeurs de philosophie. Elle s'est ouverte depuis le 16 novembre 2003 aux enseignants des établissements privés sous contrat (depuis la loi Debré, l'enseignement dans ces établissements a en effet une obligation de laïcité). Le président de l'APPEP était depuis 2014 Nicolas Franck, qui a pris la succession de Simon Perrier. Fin mai 2022, il cède la place à Marie Perret. Depuis juin 2024, c'est Vincent Renault qui préside l'Appep,.
Attentive aux réformes en cours ou projetées (programmes, IUFM, concours, Universités), l'APPEP n'a cessé de dénoncer la dégradation des conditions de travail des professeurs de philosophie (dispersion des services, dévalorisation des sections L, diminution des horaires et horaires insuffisants de la philosophie dans les classes techniques, délais de corrections raccourcis pour le baccalauréat). Elle se veut au service des exigences propres à la philosophie. 
Les valeurs qu'affirme cette association sont l'indépendance du professeur et sa liberté philosophique, l'éducation à l'esprit critique, ainsi que le haut niveau, qui suppose des concours nationaux, de sa formation spécifiquement philosophique. Enfin, l'APPEP se veut attachée au principe de laïcité, en tant qu'idéal d'émancipation. L'APPEP est fréquemment reçue au Ministère de l'Éducation nationale, elle rencontre les syndicats et les autres associations et organisations. Par l'intermédiaire de ses Régionales, elle organise débats et rencontres. Elle joue ainsi un rôle de proposition et de coordination tant sur le plan national qu'académique. L'APPEP ne se cantonne pas à la philosophie enseignée en Terminale, mais s'intéresse également à l'enseignement de la philosophie dans le Supérieur ; en effet, elle défend l'idée qu'il y a une profonde solidarité des deux. Les responsables de l'APPEP sont fréquemment interrogés par les médias français.
L'APPEP coiffe un ensemble de « régionales », chacune correspondant à une académie. La régionale la plus importante est celle de Paris, qui rassemble des professeurs de philosophie exerçant dans les trois académies franciliennes (Versailles, Paris, Créteil). La présidente de cette régionale est Emmanuelle Carlin, qui a succédé à Marie Perret, Philippe Danino, N. Franck et E. Akamatsu.

## L'Enseignement philosophique
L'Enseignement philosophique,, qui fait suite à la Revue de l'enseignement philosophique (1950-1987), est une publication périodique de  l'APPEP, qui est depuis 2008 référencée par Cairn et depuis 2010 distribuée (en dépôt) dans certaines librairies parisiennes (l'Harmattan, Vrin).
Outre des informations pratiques (textes officiels, programme des concours, dates et sujets du baccalauréat), cette revue publie depuis plus de cinquante ans de nombreux articles de recherche en philosophie. On y trouve des articles poussés sur des sujets variés concernant principalement l'histoire de la philosophie.

Parmi les auteurs les plus célèbres publiés, on peut citer Louis Althusser, Jean-Marie Beyssade, Marcel Conche, Jacques Muglioni, Emmanuel Faye ou Paul Ricœur.
Enfin, une partie de la revue est consacrée à la publication de témoignages et d'enquêtes, par exemple sur la place de la philosophie et des professeurs de philosophie dans la formation des enseignants des premier et second degrés (interviews).